# Zenderman
Zenderman (яп. ゼンダマン Дзэндаман) — японский аниме-сериал, выпущенный студией Tatsunoko Productions, впервые транслировался по телеканалу Fuji TV с 3 февраля 1979 года по 26 января 1980 года. Всего выпущены 52 серии аниме. Zenderman является третьей частью франшизы Time Bokan, которая выходила следом за Yatterman и перед Otasukeman.

## Сюжет
Доктор Мондзя мечтает узнать о тайне чудо-эликсира, который даёт человеку бессмертие и вечную молодость. Для этого он строит машину времени, для того, чтобы отправить группу подростков в прошлом, чтобы те нашли ответ на главный вопрос. Однако параллельно с главными героями в прошлое отправляется трио злодеев, у которых те же цели. Кто найдёт ответ первым?

## Роли озвучивали
- Юдзи Мицуя — Тэцу
- Кумико Такидзава — Сакура
- Ёко Асагами / Ай Сакума — Аматтан
- Кёхэй Мияути — Доктор Мондзя
- Норико Охара — Муудзё
- Дзёдзи Янами — Тобокэ
- Кадзуя Такэтабэ — Дондзюро
- Масару Икэда — Наравота
- Ёсито Миямура — Рефери Машине
- Кэй Томияма — рассказчик